# Karczewiec (gromada)
Karczewiec – dawna gromada, czyli najmniejsza jednostka podziału terytorialnego Polskiej Rzeczypospolitej Ludowej w latach 1954–1972.
Gromady, z gromadzkimi radami narodowymi (GRN) jako organami władzy najniższego stopnia na wsi, funkcjonowały od reformy reorganizującej administrację wiejską przeprowadzonej jesienią 1954 do momentu ich zniesienia z dniem 1 stycznia 1973, tym samym wypierając organizację gminną w latach 1954–1972.
Gromadę Karczewiec z siedzibą GRN w Karczewcu utworzono – jako jedną z 8759 gromad – w powiecie węgrowskim w woj. warszawskim, na mocy uchwały nr VI/10/22/54 WRN w Warszawie z dnia 5 października 1954. W skład jednostki weszły obszary dotychczasowych gromad Karczewiec, Krypy, Strupiechów i Wyczółki ze zniesionej gminy Ossówno oraz obszar dotychczasowej gromady Suchodół ze zniesionej gminy Wyszków w tymże powiecie. Dla gromady ustalono 11 członków gromadzkiej rady narodowej.
31 grudnia 1959 z gromady Karczewiec wyłączono wieś Suchodół, włączając ją do gromady Grębków w tymże powiecie, po czym gromadę Karczewiec zniesiono a jej (pozostały) obszar włączono do gromady Wierzbno tamże.